# Gao Deng
Gao Deng 高登 (geb. im 11. Jahrhundert?; gest. 1148), zi: Yanxian (彦先), hao: Dongxi (东溪), war ein Literat und Beamter der Zeit der Song-Dynastie. Er stammte aus Zhangpu 漳浦, Zhangzhou 漳州.
Gao Deng stand in Konflikt mit dem Kanzler Qin Hui (oder Qin Gui) 秦桧 (1091–1155).
Sein Gao Dongxi ji 高东溪集 („Gesammelte Werke von Gao Dongxi“)  wurde auch vom Hanyu da zidian herangezogen.

## Werke
- Gao Dongxi ji 高东溪集. Zhengyitang quanshu 正谊堂全书[3]